# Piauí
Piauí je jedním z 26 států v Brazílii. Leží na severovýchodě jejího území a jeho hlavním městem je Teresina.

## Geografické poměry
Piauí sousedí na západě se státem Maranhão, na východě s Ceará, Pernambuco a Bahia. Na severu sahá k Atlantskému oceánu. Rozloha je 251 529 km² (o něco větší než Velká Británie), a počet obyvatel 3 032 421. Povrch území tvoří nížina a mírná pahorkatina, více než 50 % území leží pod 300 metry nad mořem. Pobřeží měří 66 km, což je nejméně ze všech brazilských států. Na pobřeží se nacházejí lesy restingas a ve vnitrozemí suché křoviny caatingas. Významnou řekou je Parnaíba, tvořící hranici se státem Maranhão. Nacházejí se zde národní park Sete Cidades a národní park Serra da Capivara, který je díky prehistorickým skalním malbám zapsán na seznamu Světového dědictví.
Název Piauí pochází z tupíjštiny a znamená „řeka úzkotlamek“. Ekonomice dominuje dobytkářství a pěstování manioku, sóji, kukuřice, kešu, manga a tabáku, největším zaměstnavatelem je firma Grupo Claudino se sídlem v Teresině. Známým produktem Piauí je karnaubský vosk, těží se opály a železná ruda. Piauí patří k nejchudším státům Brazílie a vytváří pouze 0,7 % celostátního HDP.
Piauí vede spor se státem Ceará o pohraniční oblast Cerapió a Piocera.

## Demografie
- V roce 2007 zde žilo 3 041 000 obyvatel. Hustota osídlení byla 12,1 obyv./km².
- Podíl městského obyvatelstva 60,7 %.
- Průměrný roční přírůstek obyvatel 1,1 % (1991–2000).
- 2 101 331 obyvatel (69,1%) tvoří míšenci Evropanů, Afričanů a původních indiánů, tzv. pardo.
- 760 000 (25 %) jsou běloši.
- 173 000 (5,7 %) jsou černoši.
- 6000 (0,2 %) jsou Asiaté a původní indiáni.
- K římskokatolické církvi se hlásí 85 % obyvatel, což je nejvyšší podíl v Brazílii.[4]

## Zajímavosti
- Osobní automobily: 343 010 (březen/2007)
- Mobilní telefony: 923 tisíc (duben/2007)
- Telefony: 282 tisíc (duben/2007)
- Počet měst: 223 (2007).